# 3 Batalion Piechoty Zmotoryzowanej (12 BZ)

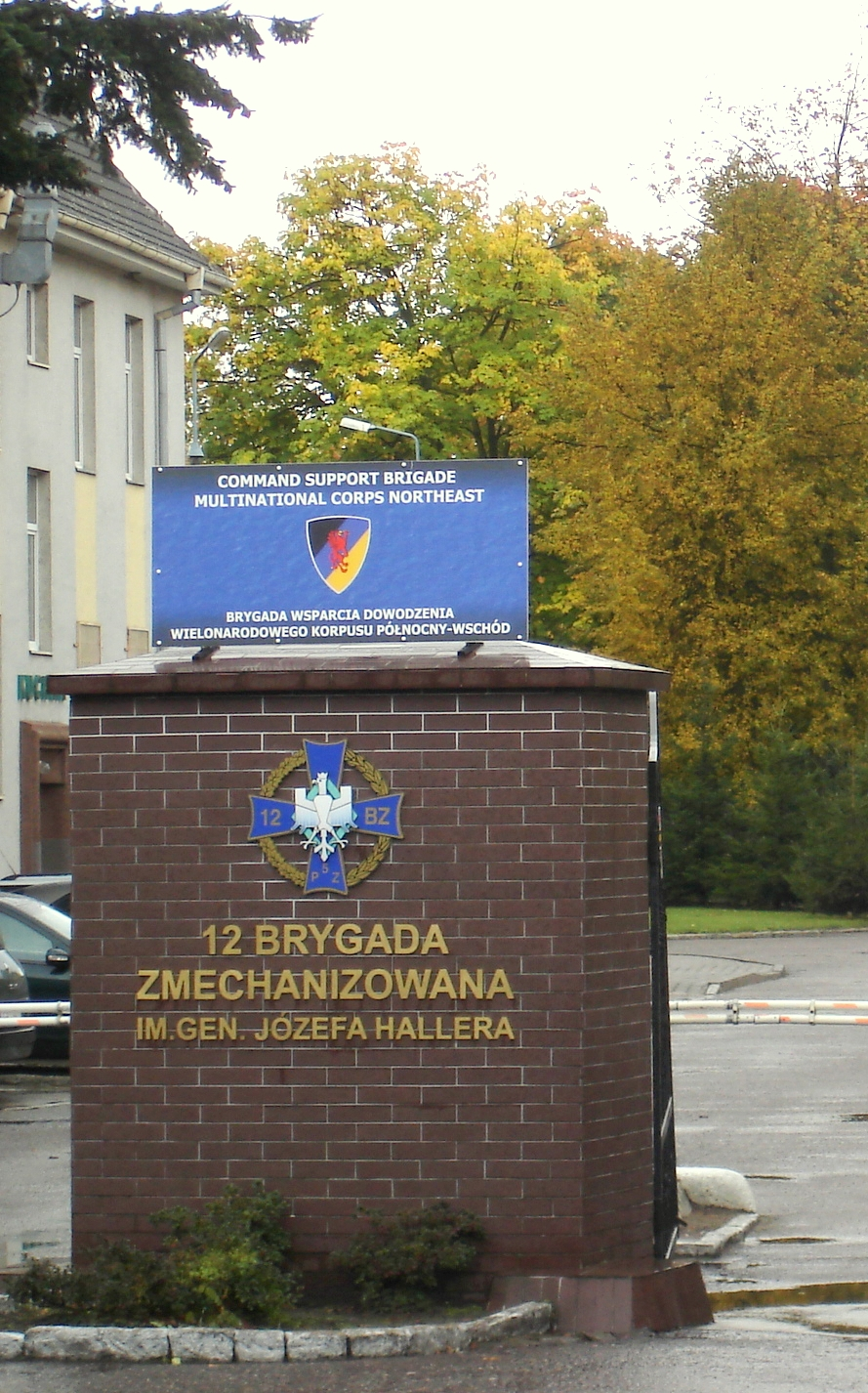
12 BZ w Stargardzie

3 batalion piechoty zmotoryzowanej (3 bpzmot) – pododdział wojsk zmechanizowanych podporządkowany dowódcy 12 Brygady Zmechanizowanej.

## Historia
Batalion został utworzony w 1996 i funkcjonował w strukturze 12 BZ jako 1 batalion zmechanizowany. W latach 2000–2006 wydzielony został do służby w Wielonarodowej Brygadzie Szybkiego Rozwinięcia SHIRBRIG.
W związku ze zmianami organizacyjnymi 12 Brygady Zmechanizowanej pododdział w roku 2006 zmienił nazwę na 2 batalion zmechanizowany. Po kolejnych zmianach w strukturze brygady w 2008 roku po raz kolejny zmienił nazwę na 3 batalion piechoty zmotoryzowanej. 
Batalion składa się z pododdziałów zmechanizowanych, zmotoryzowanych, wsparcia, dowodzenia oraz logistycznych. W skład batalionu wchodzą cztery kompania wyposażone kołowe transportery opancerzone Rosomak

## Tradycje
Decyzją Nr 251/MON z 20 sierpnia 2012 ustanowiono, że 3 batalion piechoty zmotoryzowanej 12 Brygady Zmechanizowanej im. gen. broni Józefa Hallera przejmuje i z honorem kultywuje dziedzictwo tradycji:
- 5 pułku piechoty (1943-1962);
- 5 pułku zmechanizowanego (1962-1996).

Decyzją nr 43/mon z dnia 19 maja 2023 w sprawie przejęcia dziedzictwa tradycji przez 3 batalion piechoty zmotoryzowanej 12 Brygady Zmechanizowanej im. gen. broni Józefa Hallera, 3 batalion piechoty zmotoryzowanej dziedziczy tradycje 3 pułku piechoty Legionów
- 3 pułk piechoty Legionów 1914–1918
- 3 pułk piechoty Legionów 1918–1939
- 3 pułk piechoty Legionów Armii Krajowej 1944–1945.

## Podstawowe uzbrojenie
- KTO Rosomak
- samobieżne moździerze 120 mm Rak[3]
- wyrzutnie PPK Spike
- granatniki automatyczne MK-19
- karabiny wyborowe TRG, Alex, Tor
- kbs Beryl

## Dowódcy batalionu
- kpt. Jacek Ostrowski (1996–1997)
- kpt. Robert Orłowski (1997–1999)
- kpt. Zenon Szczybyło (1999–2001)
- mjr Marek Janowski (2001–2002)
- ppłk Zenon Szczybyło (2002–2005)
- ppłk Krzysztof Ruciak (2005–2007)
- mjr Mariusz Kowalski (2007–2009)
- ppłk Sławomir Kocanowski (2009)
- mjr Mariusz Kowalski (2009–2010)
- ppłk Marcin Lelewski (2010–2014)
- ppłk Krzysztof Duda (2014–2017)
- ppłk Paweł Bednarz (2017– 2020)
- ppłk Tomasz Kłonowski (2020- 2023)
- ppłk Paweł Dąbski (2023-2025)
- ppłk Damian Gronek (od 2025)

Insygnia
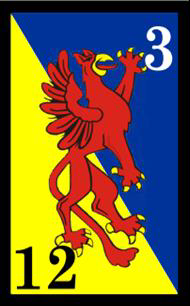
Oznaka rozpoznawcza na mundur wyjściowy
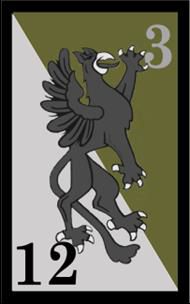
Oznaka rozpoznawcza na mundur polowy